# Professional Tennis Players Association
Die Professional Tennis Players Association (PTPA) ist eine Vereinigung männlicher und weiblicher Tennisspieler, die von den Spielern Vasek Pospisil und Novak Đoković gegründet wurde. Sie vertritt Einzelspieler in den Top 250 und Doppelspieler in den Top 100 der Ranglisten der Association of Tennis Professionals (ATP) und Women’s Tennis Association (WTA). Die PTPA wird von einem Kuratorium aus neun Mitgliedern geleitet, das jährlich gewählt wird.

## Ziele
Befürwortern des neuen Verbands zufolge erschwert die derzeitige Struktur angesichts der widersprüchlichen und komplexen Interessen von Turnieren, Grand-Slam-Gremien und der International Tennis Federation (ITF) Entscheidungen im Interesse der Spieler. Die PTPA versichert, dass das Ziel ihrer Organisation „nicht darin bestehe, die ATP zu ersetzen“, sondern „den Spielern eine Selbstverwaltungsstruktur zu bieten, die von der ATP unabhängig ist und direkt auf die Bedürfnisse und Anliegen der Spielermitglieder eingeht“.

## Gründung
Die erste Ankündigung und Einführung der PTPA erfolgte bei den US Open am 29. August 2020. Der offizielle Start der PTPA wurde mit einer Pressekonferenz abgeschlossen, an der die Gründer der Vereinigung, Vasek Pospisil und Novak Đoković, der Geschäftsführer der PTPA, Adam Larry, und der CEO von Anachel Communications Inc., Carrie Gerlach Cecil, teilnahmen.

## Unterstützer

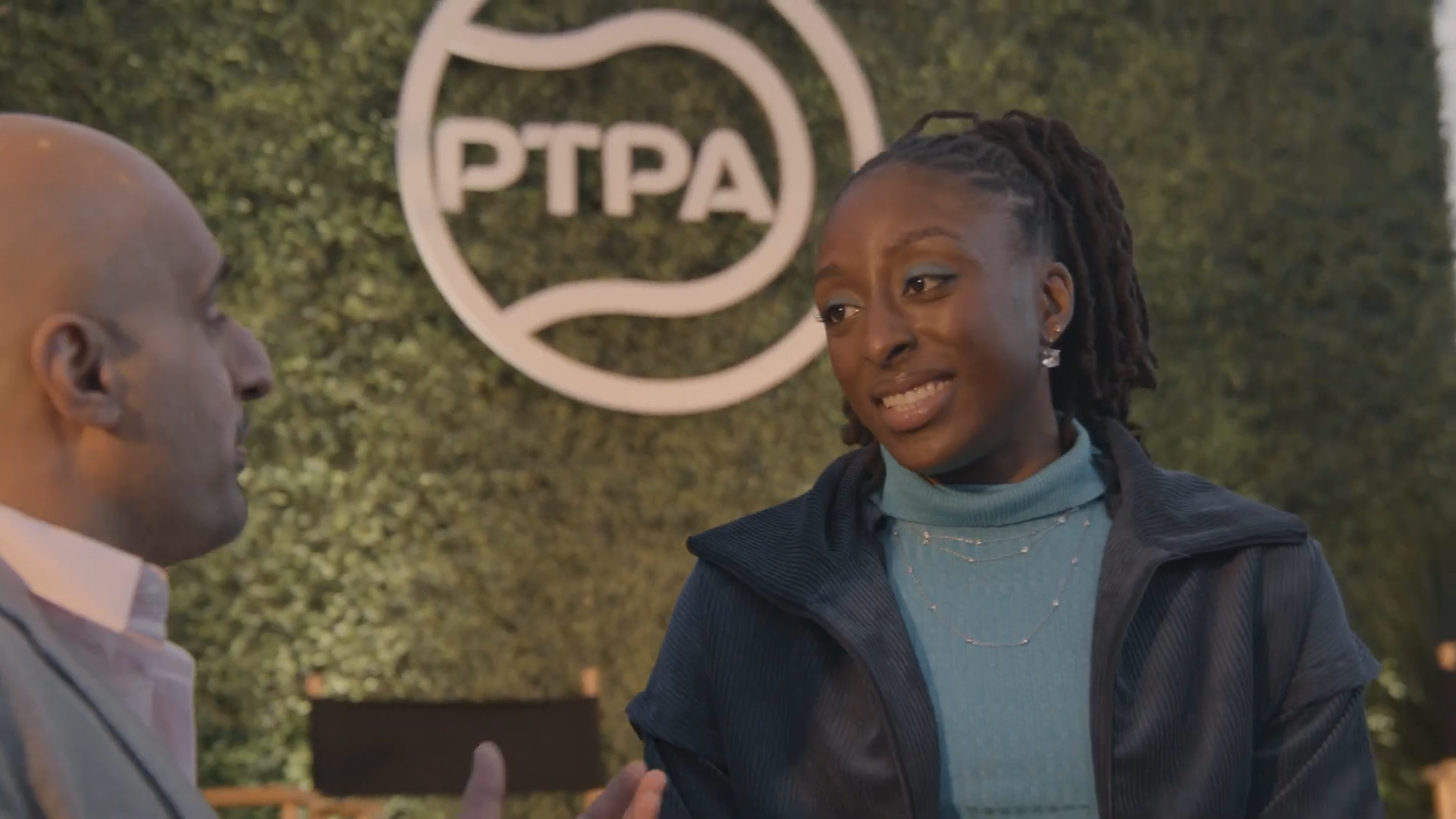
Die Basketballspielerin Nneka Ogwumike bei einer PTPA-Veranstaltung in Indian Wells, 2023

Die Unterstützung der PTPA ist seit seiner Einführung sowohl bei aktiven als auch bei ehemaligen Spielern auf der ganzen Welt weit verbreitet. Ein Jahr nach ihrer Gründung hatte sie bereits über 500 Mitglieder. So haben die US-amerikanischen Tennisspieler John Isner und Ryan Harrison ihre Unterstützung zum Ausdruck gebracht und sich als Mitglieder des Vereins zu erkennen gegeben, ebenso Top-30-Spieler wie Hubert Hurkacz, Reilly Opelka und Pablo Carreño Busta. Zu den Mitgliedern gehören auch Paula Badosa, Ons Jabeur, Bethanie Mattek-Sands und Zheng Saisai.
Weitere Unterstützung kam von ehemaligen Spielern, wie Paul McNamee, Mats Wilander und Patrick McEnroe. Auch Denis Shapovalov hat seine Unterstützung für den Verein zum Ausdruck gebracht.

## Grundsatzpapier
Die Professional Tennis Players Association hat sich verpflichtet, im Namen der Tennisspieler effektiv zwischen den verschiedenen Interessengruppen zu vermitteln und hat dafür ein Grundsatzpapier verabschiedet. Darin wird unter anderem gefordert:

„Tennisspieler*innen haben das Recht auf eine faire Beteiligung an den wirtschaftlichen Aktivitäten und dem
Reichtum des Tennissports, den die Spieler*innen mit aufgebaut haben, und zwar durch faire und gerechte
Bezahlung und Arbeitsbedingungen.
Das Profitennis muss Gehälter und Arbeitsbedingungen bieten, die es mehr Spieler*innen ermöglichen,
ihren Lebensunterhalt mit Profitennis zu verdienen.
Tennisspieler*innen haben das Recht auf ein angemessenes, prozentuales Spieler*innenpreisgeld sowie
auf eine jährliche Mindestentschädigung für Spieler.“

## Mitgliedschaften
- World Players Association[4]